# 国際ボクシング機構
国際ボクシング機構（こくさいぼくしんぐきこう、英:International Boxing Organization）は、プロボクシングの王座認定団体。略称はIBO。いわゆるマイナー団体に分類される。

## 歴史
1988年にジョン・W・ダダノにより設立され、1992年にイリノイ州で法人格の認可を得た団体で、1996年にフロリダ州に移転し法人格の認可を得た団体である。1999年の会長就任以来エドワード・レビンが会長を務めている。王座認定団体としては、主要4団体（WBA・WBC・IBF・WBO）に比べマイナーなボクシング団体となっているが、数多くの有名ボクサーがタイトルを獲得している。
マイナー団体で日本ボクシングコミッション（JBC）から認められていないが、日本人選手としては 2012年5月12日にウクライナ・キーウ州ブロヴァルィーで淵上誠が、2013年3月30日にモナコ・モンテカルロで石田順裕が、いずれもゲンナジー・ゴロフキンのWBA世界ミドル級王座に挑戦した際、同じく保持していたIBO王座も懸けられていた（敗戦のため獲得ならず）。2024年12月18日にフィリピン・ゼネラルサントスにて高山勝成がIBO世界ミニマム級王座奪取に成功し、日本人初のIBO世界王者となった。日本のジムに所属歴のある選手であれば、サーシャ・バクティンがロシア帰国後の2012年9月18日にスーパーバンタム級王座を、レイ・ロリトが来日前の2014年2月1日にライトフライ級王座をそれぞれ獲得している。
各階級の呼称の多くはJBCと一致するが、リミット154ポンドのスーパーウェルター級は「ジュニアミドル級」、リミット140ポンドのスーパーライト級は「ジュニアウェルター級」、リミット108ポンドのライトフライ級は「ジュニアフライ級」、リミット105ポンドのミニマム級は「ストロー級」と、一部異なっている。
JBCや他の世界王座認定団体では試合の際のボクシンググローブは、ウェルター級以上が10オンス、スーパーライト級以下が8オンスを使用するが、IBOではジュニアミドル級以上が10オンス、ウェルター級以下が8オンスを使用する。
ユース世界王座（オーバーエイジ容認）や女子世界王座、ラテンアメリカ王座、地中海王座、アジア太平洋王座、全米王座、インターナショナル王座、インターコンチネンタル王座も設置しているが、これまで暫定王座を懸けた世界戦の実施例はない。世界ランキングは100位まで発表している。

## 認定王者
国際ボクシング機構からは 1993年頃より認定チャンピオンが生まれ始めた。有名選手では以下のようなチャンピオンがいるが、主要4団体との掛け持ちがほとんどである。
- トーマス・ハーンズ (元クルーザー級王者)
- レノックス・ルイス (元ヘビー級王者)
- ハシーム・ラクマン (元ヘビー級王者)
- ウラジミール・クリチコ (元ヘビー級王者)
- ロイ・ジョーンズ・ジュニア (元ライトヘビー級王者)
- バーナード・ホプキンス (元ライトヘビー級王者)
- ジョー・カルザゲ (元スーパーミドル級王者)
- フロイド・メイウェザー・ジュニア (元ウェルター級王者)
- ラファエル・マルケス (元バンタム級王者)
- マニー・パッキャオ (元スーパーライト級王者)
- マルコ・アントニオ・バレラ (元フェザー級王者)
- ナジーム・ハメド (元フェザー級王者)
- ルシア・ライカ(元女子ジュニアウェルター級王者、元女子ジュニアミドル級王者)
- ノニト・ドネア(元フライ級王者）
- ビック・ダルチニアン (元フライ級王者、元スーパーフライ級王者、元バンタム級王者)
- トマシュ・アダメク (元クルーザー級王者)
- リッキー・ハットン (元スーパーライト級王者)
- セルヒオ・マルチネス (元スーパーウェルター級王者)
- サーシャ・バクティン (元スーパーバンタム級王者)
- ダニエル・ゲール (元ミドル級王者)
- アンソニー・ムンディン（元ミドル級王者）
- ゲンナジー・ゴロフキン (元ミドル級王者)
- カビブ・アーラフベルディエフ (元スーパーライト級王者)
- ダウド・ヨルダン (元フェザー級王者、元ライト級王者)
- シンピウィ・ベトイェカ (元バンタム級王者、元フェザー級王者)
- ヘッキー・ブドラー (元ミニマム級王者、元ライトフライ級王者)
- オラ・アフォラビ (元クルーザー級王者)
- ジョセフ・アグベコ (元バンタム級王者)
- ギデオン・ブゼレジ (元ミニマム級王者、元ライトフライ級王者、現スーパーフライ級王者)
- ヌコシナチ・ジョイ (元ミニマム級王者)
- レイ・ロリト（元ライトフライ級王者）
- ジョニー・ゴンサレス (元フェザー級王者)
- ブヤニ・ブング (元フェザー級王者)
- タカラニ・ヌドロブ (元フェザー級王者)
- モルティ・ムザラネ　(元フライ級王者)
- ジェシー・バルガス　(元スーパーライト級王者)
- ザウルベック・バイサングロフ　(元スーパーウェルター級王者)
- パウルス・アムブンダ (元スーパーバンタム級王者)
- マルコ・フック (元クルーザー級王者)
- バイロン・ロハス (元ミニマム級王者)
- ファン・カルロス・パヤノ (元バンタム級王者)
- モイセス・フローレス (元スーパーバンタム級王者)
- ルーシー・ウォーレン (元バンタム級王者)
- エドゥアルド・トロヤノフスキー（元スーパーライト級王者）
- ジュリアス・インドンゴ（元スーパーライト級王者）
- ジョージ・グローブス（元スーパーミドル級王者）
- アンソニー・ジョシュア（元ヘビー級王者）
- エリスランディ・ララ（元スーパーウェルター級王者）
- ジャレット・ハード（元スーパーウェルター級王者）
- オレクサンドル・ウシク（現ヘビー級王者）
- ディミトリー・ビボル（現ライトヘビー級王者）
- ジョージ・カンボソス・ジュニア（元ライト級王者）
- ニナ・ラドバノビッチ（元女子フライ級王者、現女子ライトフライ級王者）
- アマンダ・セラノ（現女子フェザー級王者）
- アリシア・バウムガードナー（現女子スーパーフェザー級王者）
- シャンテル・キャメロン（元女子ライト級王者、元女子スーパーライト級王者）
- ケイティー・テイラー（現女子スーパーライト級王者）
- セシリア・ブレークフス（元女子ウェルター級王者）
- ジェシカ・マッキャスキル（元女子ウェルター級王者）
- エティノサ・オリハ（元ミドル級王者）
- JJ・メトカーフ（英語版）（元スーパーウェルター級王者）
- アンソニー・カカーチェ（現スーパーフェザー級王者）

## 現王者

### 男子
| 階級                 | 王者                                | 獲得日         |
| -------------------- | ----------------------------------- | -------------- |
| ミニマム級           | 高山勝成 (JPN)                      |                |
| ライトフライ級       | 空位                                |                |
| フライ級             | ジャクソン・チューク (RSA)          | 2024年1月27日  |
| スーパーフライ級     | リカルド・マラジカ (RSA)            | 2023年9月2日   |
| バンタム級           | 空位                                |                |
| スーパーバンタム級   | リアム・デービス (GBR)              | 2024年3月16日  |
| フェザー級           | ヘクター・アンドレス・ソーサ (ARG)  | 2023年7月22日  |
| スーパーフェザー級   | アンソニー・カカーチェ (IRL)        | 2022年9月24日  |
| ライト級             | 空位                                |                |
| スーパーライト級     | ザンコシュ・トゥラロフ (KAZ)        | 2023年3月21日  |
| ウェルター級         | 空位                                |                |
| スーパーウェルター級 | 空位                                |                |
| ミドル級             | 空位                                |                |
| スーパーミドル級     | オズレイ・イグレシアス ({{{size}}}) | 2022年12月9日  |
| ライトヘビー級       | ディミトリー・ビボル (RUS)          | 2023年12月23日 |
| クルーザー級         | イェベス・ヌガブ (BEL)              | 2023年9月9日   |
| ヘビー級             | オレクサンドル・ウシク (UKR)        | 2021年9月25日  |

### 女子
| 階級                 | 王者                             | 獲得日         |
| -------------------- | -------------------------------- | -------------- |
| ミニマム級           | 空位                             |                |
| ライトフライ級       | ニナ・ラドバノビッチ (SRB)       | 2024年3月23日  |
| フライ級             | アイレン・グラナディーノ (ARG)   | 2023年11月11日 |
| スーパーフライ級     | 空位                             |                |
| バンタム級           | アマンダ・ガレ (CAN)             | 2023年12月10日 |
| スーパーバンタム級   | メア・モツ (NZL)                 | 2023年4月27日  |
| フェザー級           | アマンダ・セラノ (PUR)           | 2021年3月25日  |
| スーパーフェザー級   | アリシア・バウムガードナー (USA) | 2021年11月13日 |
| ライト級             | キャロライン・デュボア (GBR)     | 2023年9月30日  |
| スーパーライト級     | ケイティー・テイラー (IRL)       | 2023年11月25日 |
| ウェルター級         | ジェシカ・マッキャスキル (USA)   | 2020年8月15日  |
| スーパーウェルター級 | フェムケ・ハーマンズ (BEL)       | 2022年12月16日 |
| ミドル級             | 空位                             |                |
| スーパーミドル級     | 空位                             |                |
| ライトヘビー級       | 空位                             |                |
| クルーザー級         | 空位                             |                |
| ヘビー級             | 空位                             |                |